# Сільвано Комваліус
Сільвано Комваліус (нід. Sylvano Comvalius; нар. 10 серпня 1987, Амстердам) — нідерландський футболіст суринамського походження, нападник клубу «Балі Юнайтед».

## Ігрова кар'єра
Вихованець клубів «Дімен», «Аякс» та «Омніворлд». У 2008 році перейшов з «Омніворлда» аматорський клуб «Квік Бойз» «Квік Бойз».
У січні 2009 року став гравцем мальтійського клубу «Хамрун Спартанс», проте вже влітку 2009 року перейшов в команду «Біркіркара». Забивши 15 голів у сезоні 2009/10, Комваліус допоміг «Біркіркарі» стати чемпіоном Мальти.
У лютому 2010 року був на перегляді в російському клубі «Спартак-Нальчик». Контракт з ним підписаний не був, але сам футболіст вирішив підтримувати контакт з нальчанами.
У вересні 2010 року на правах вільного агента перейшов в шотландський клуб «Стерлінг Альбіон». Тут Комваліусу не вдалося забити жодного гола, і в 2011 році він приєднався до кувейтського клубу «Аль-Сальмія».
У червні 2011 року став гравцем клубу казахстанської прем'єр-ліги «Атирау» , де виступав до кінця сезону.
У березні 2012 року перейшов в китайський клуб «Фуцзянь Смарт Хіро» з другого за рівнем дивізіону країни.
З літа 2013 року виступав у Німеччині, де по сезону провів у клубах «Айнтрахт» (Трір) (Регіоналліга), «Динамо» (Дрезден) (Третя ліга) і «Гессен Кассель» (Регіоналліга).
У липні 2016 року разом із співвітчизником Боєм Деулом підписав трирічний контракт з кам'янською «Сталю», яку тренував також нідерландець Ерік ван дер Мер. Всього за український клуб у Прем'єр-лізі зіграв 17 матчів і забив 5 голів.
У березні 2017 року покинув «Сталь» і 10 березня підписав контракт з індонезійським клубом «Балі Юнайтед»

## Досягнення
- Чемпіон Мальти: 2009/10